# Caetano de Brito e Figueiredo
Caetano de Brito e Figueiredo (1671 — 1732) foi um jurista e poeta português, que serviu também como governador interino do Brasil Colonial.
Era licenciado em direito pela Faculdade de Leis e pela Faculdade de Cânones da Universidade de Coimbra, serviu como juiz de fora de Óbidos e de Silves, como ouvidor de Faro. Veio ao Brasil para ser desembargador da Relação da Bahia. Neste período, com a morte do governador D. Sancho de Faro e Sousa, em 1719, exerceu também o governo civil junto ao arcebispo de São Salvador da Bahia, D. Sebastião Monteiro da Vide e João de Araújo e Azevedo.
De volta à Corte, foi vereador da Câmara de Lisboa e nomeado cavaleiro da Ordem de Cristo.
É um dos membros fundadores da Academia Brasílica dos Esquecidos, com o epíteto de Nubiloso.

## Obra
- Diário Panegírico (1718)